# Debeljak
Debeljak je 103. najbolj pogost priimek v Sloveniji, ki so ga po podatkih Statističnega urada Republike Slovenije na dan 1. januarja 2010 uporabljale 1.303 osebe.

## Znani slovenski nosilci priimka
- Aleš Debeljak (1961—2016), pesnik, esejist, urednik, prevajalec, sociolog kulture, religiolog, profesor
- Alfonz Debeljak (1909—?), ginekolog
- Andraž Debeljak, mojster čipke
- Andrej Debeljak (*1940), zdravnik pulmolog
- Anica Debeljak Zidar (1936—2018), učiteljica, pisateljica
- Anton Debeljak (1887—1952), pesnik, prevajalec, publicist, jezikoslovec, filolog ...
- Bine Debeljak, pesnik, publicist
- Cirl Debeljak - Bobk (1914—2009?), starosta Selške doline, domoznanec
- Ciril Debeljak - Cic (1930—1982), alpinist
- David Debeljak, športni plezalec
- Dora Debeljak, prevajalka
- Drago Debeljak, izdelovalec smuči, inovator ("Dedra")
- Erica Johnson Debeljak (*1961), pisateljica, esejistka, prevajalka
- Irena Debeljak, farmacevtka
- Irena Debeljak (r. Buser) (*1965), paleontologinja
- Izidor Debeljak, slikar
- Janez Debeljak - Janče (1931—2011), amaterski igralec, škofjeloški kulturni delavec
- Janez (Ivan) Debeljak (1932—2005), prof., literarno- in kulturnozgodovinski publicist
- Janko - Giovanni Debeljak (1895—1957), častnik, hidroletalec, četnik...
- Jožica Debeljak (1934—2022), pevka mezzosopranistka
- Krištof Debeljak, tehnološki razvojnik
- Lea Debeljak (*2001), košarkarica
- Lukas Debeljak (*1999), pesnik, publicist (sin Aleša)
- Matija Debeljak (1807—1867), filolog in mecen
- Matjaž Debeljak (*1961), flavtist, pikolist
- Metka Debeljak, režiserka
- Mihael Debeljak (1818—1888), duhovnik, narodni buditelj v Istri in Trstu
- Milan Debeljak (*1958), pesnik
- Renata Debeljak, doktorica znanosti s področja literarnih ved in učiteljica slovenskega jezika na OŠ Olge Meglič Ptuj
- Saša Debeljak, pevka
- Stanko Debeljak (1942—2017), finančni izvedenec, gospodarstvenik in politik
- Tine Debeljak (1903—1989), pesnik, prevajalec, urednik, izseljenski kulturni delavec in organizator
- Tine Debeljak ml. (1936—2013), pesnik in publicist
- Tjaša Debeljak Duranović, umetnostna zgodovinarka
- Vid Debeljak (*1994), kajakaš
- Zorko Debeljak (*1941), gospodarstvenik
- Žiga Debeljak (*1971), menedžer

## Znani tuji nosilci priimka
- Josip Debeljak (1902—1931), hrvaški revolucionar, sekretar SKOJ
- Stjepan Debeljak - Bil (1908—1968), hrvaški revolucionar in politik